# Khalifa bin Zayed Al Nahayan
Sjeik Khalifa bin Zayed bin Sultan Al Nahayan (Arabisch: خليفة بن زايد بن سلطان آل نهيان) (Al Ain, 7 september 1948 – 13 mei 2022) was vanaf 3 november 2004 tot zijn overlijden president van de Verenigde Arabische Emiraten. Hij was in die periode tevens de emir van Abu Dhabi.

## Biografie
In 1971 werd Khalifa viceminister-president van de VAE en vijf jaar later werd hij benoemd tot onderbevelhebber van de strijdkrachten. Khalifa stond bekend als gematigd prowesters en hij zette in 2005 de eerste voorzichtige stappen naar een meer democratisch bestel voor de VAE door onder andere de helft van de leden van de Federale Nationale Raad indirect te laten kiezen door het volk. 
Na het uitbreken van de wereldwijde financiële crisis baarde hij in 2009 opzien door Dubai met miljarden aan steun overeind te houden. 's Werelds hoogste gebouw, de Burj Khalifa in Dubai, werd als dank naar hem genoemd. Hij was ook de mecenas voor de restauratie van het Keizerlijk Theater in het Kasteel van Fontainebleau in Frankrijk, en het theater werd hierna naar hem vernoemd.
De Arabische lente in 2011 – een golf van opstanden, protesten en revoluties in de Arabische wereld – ging door zijn autoritaire leiding aan de  Emiraten voorbij. Khalifa liet talloze activisten en islamisten opsluiten, waarvoor hij felle kritiek kreeg van verschillende mensenrechtenorganisaties.
Nadat Khalifa een beroerte kreeg in 2014 werd zijn halfbroer en kroonprins Mohammed bin Zayed Al Nahyan de de facto leider van de Verenigde Arabische Emiraten.

## Gezondheid en overlijden
Na zijn beroerte kampte Khalifa met een zwakke gezondheid. Hij overleed op 13 mei 2022 op 73-jarige leeftijd. Hierop kondigde het ministerie van Presidentiële Zaken van de Verenigde Arabische Emiraten een rouwperiode aan van 40 dagen.
Khalifa werd begraven op de Al Bateen begraafplaats in Abu Dhabi.